# Остенде (окръг)
Остенде (на нидерландски: Oostende) е окръг в Западна Белгия, провинция Западна Фландрия. Площта му е 292 km², а населението – 156 468 души (по приблизителна оценка от януари 2018 г.). Административен център е град Остенде.